# Norsborgs luftvärnsställning

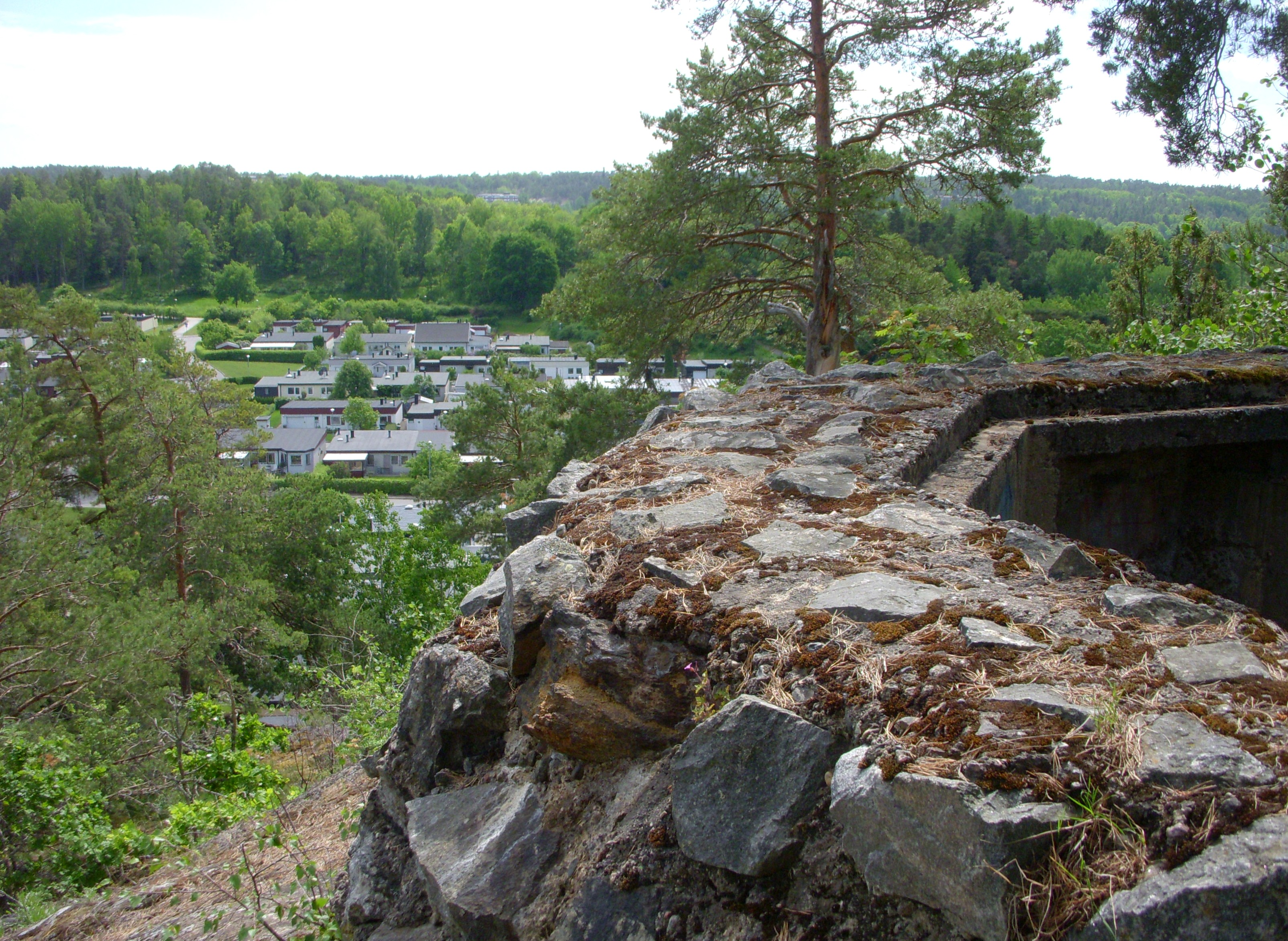
Norsborgs luftvärnsbatteri med vy över Norsborgs radhusområde 2011.

Norsborgs luftvärnsställning var belägen i Norsborg, Botkyrka kommun i södra Stockholms län. Anläggningen bestod av ett pjäsvärn och flera skyttevärn som kunde bemannas under andra världskriget. Luftvärnsställningen hörde till de kraftfullare i Stockholms fasta försvar och skulle skydda staden mot flyganfall från sydväst samt det närbelägna Norsborgs vattenverk.

## Bakgrund
Runt Stockholm fanns under åren 1939 till 1945 ett femtiotal luftvärnsbatterier med olika bestyckning och dessutom flera platser utrustade med strålkastare och lyssnarapparater. Dessa började anläggas redan innan krigsutbrottet 1939 och kompletterade den inre och yttre H-linjen (huvudförsvarslinjen) kring huvudstaden. De kraftfullaste batterierna var bestyckade med 75 mm luftvärnskanoner, de minsta med 8 mm luftvärnskulsprutor. Ofta var uppgiften att skydda infrastrukturobjekt som broar, farleder och viktiga tekniska installationer.
Stockholms luftvärnsbatterier var inte bemannade dygnet runt från 1939-1945 men vid vissa kritiska perioder var förbanden stridsgrupperade i ställningarna, som i september 1939 (krigsutbrottet av andra världskriget), april 1940 (invasion av Danmark och Norge genom Nazityskland) och sommaren 1941 (Operation Barbarossa, Nazitysklands anfall på Sovjetunionen). I slutet av 1944 skulle Stockholms luftförsvar förstärkas ordentligt med 49 grova pjäser.

## Luftvärnsställningen
Norsborgs luftvärnsställning ligger på en höjd cirka 1000 meter nordost om Norsborgs vattenverk. Batteriet bestod av tre 7,5 cm luftvärnskanon m/36 i karakteristiska åttakantiga värn. Uppe på kullen finns även mindre cirkulära värn för avståndsinstrument, centralinstrument, eldledning samt värn för närskydd med luftvärnskulspruta eller 20 mm luftvärnsautomatkanon. Även ammunitionsdurken låg i anslutning till dessa och nedanför berget åt väster fanns manskapsskyddsrummet. Batteriet benämndes 75.lvbatt inom fo44. Batteriet hade sin växelbatteriplats på en kulle ovanför Norsborgs herrgård 350 meter söderut. Här kan man hitta tre fundamentringar i berget där luftvärnspjäserna monterades.
På en kulle i norra delen av vattenverkets område finns ytterligare en luftvärnsställning som var bestyckad med två 40 mm luftvärnsautomatkanoner av typ m/36.

## Bilder

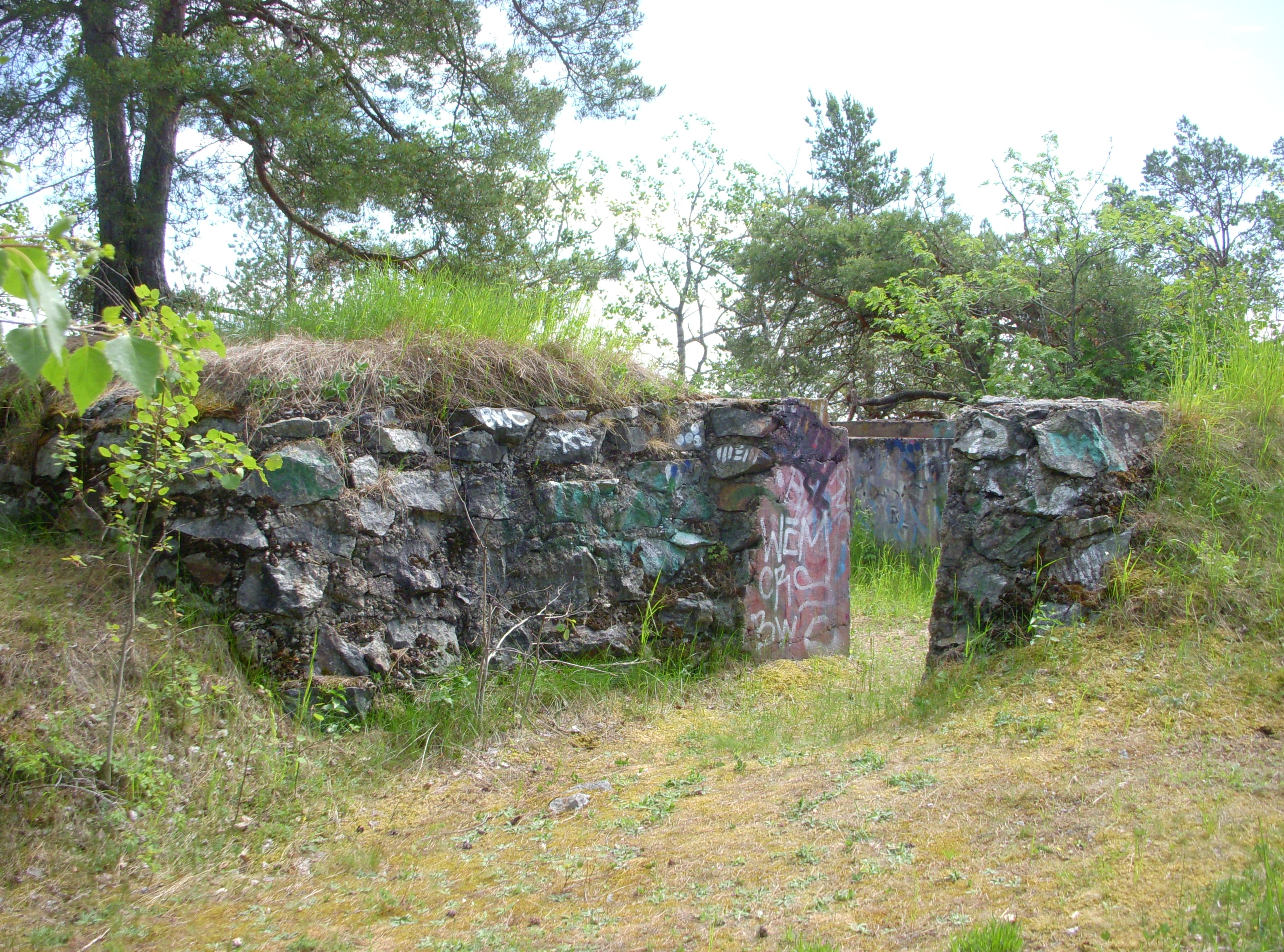
Ingång till pjäsplatsen
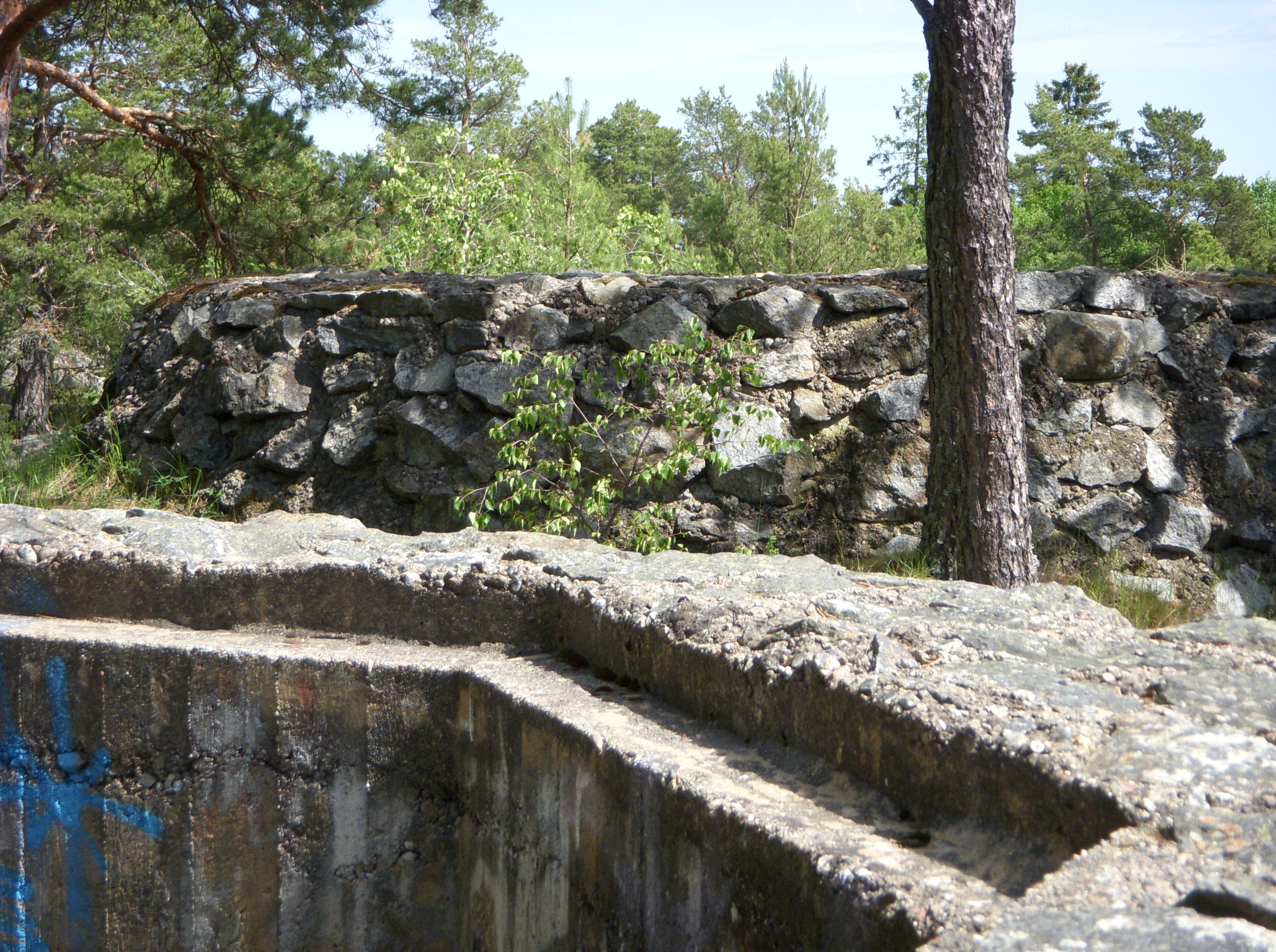
Två av fem skyttevärn
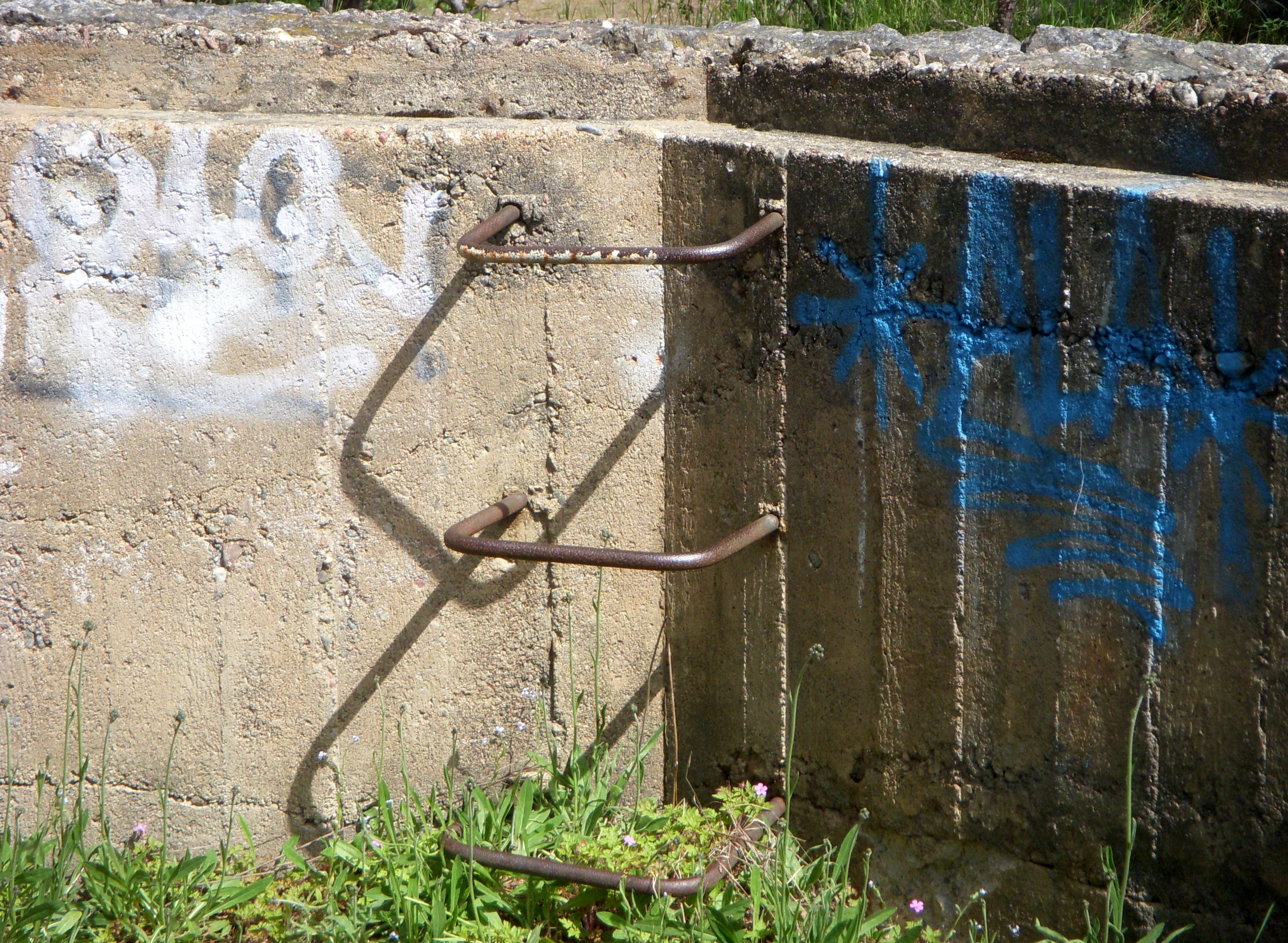
Insteg till värnet
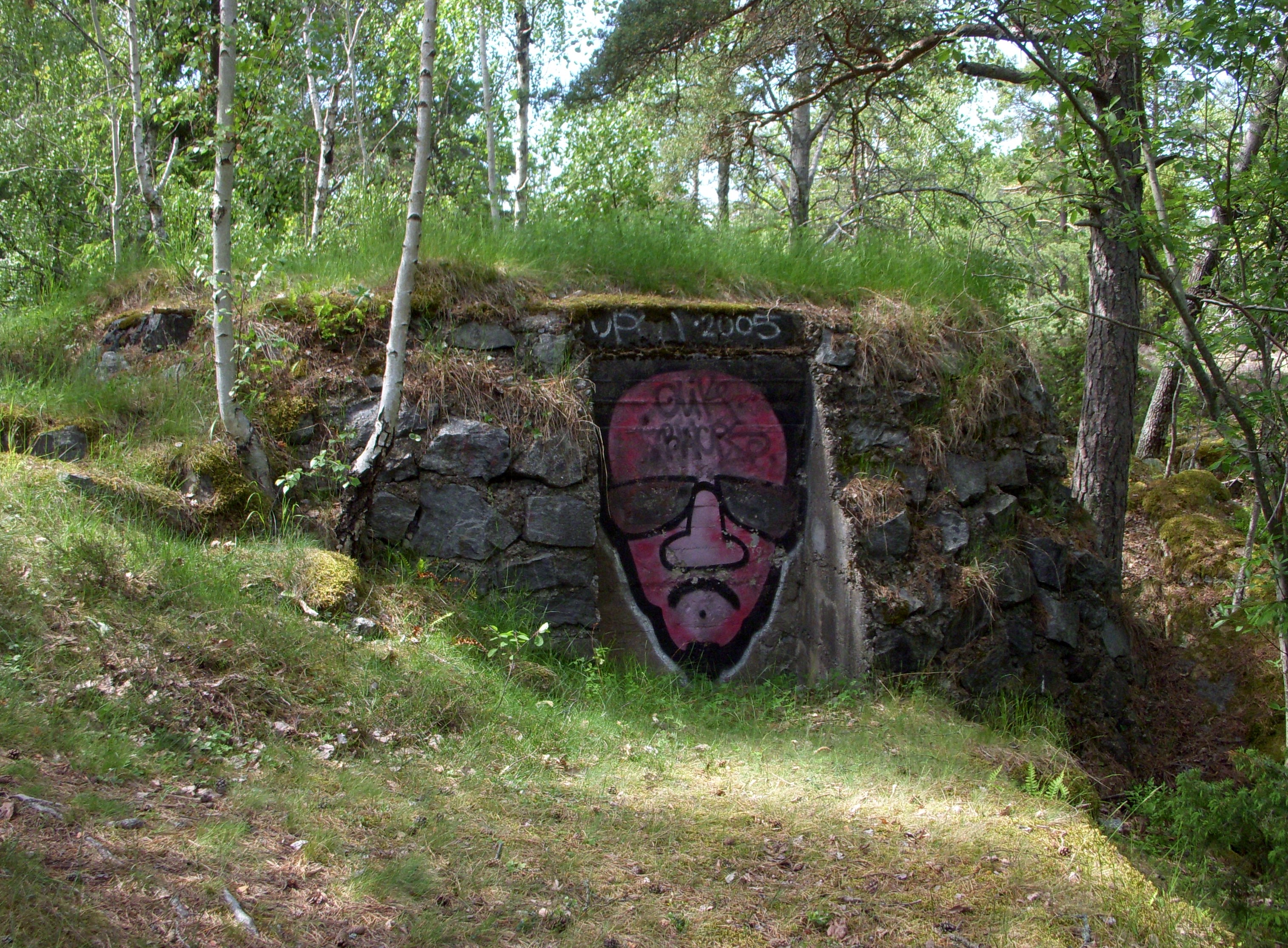
Skyddsrummet